# Glàucides
Glàucides (en llatí Glaucides, en grec antic Γλαυκίδης) era un dels dirigents d'Abidos de Mísia, quan la ciutat va ser assetjada per Filip V de Macedònia l'any 200 aC.
Era un dels 50 ancians als que el poble havia obligat a comprometre's sota jurament per matar a les dones i els nens i per posar foc als tresors sagrats de la ciutat si els macedonis travessaven la segona muralla. Glàucides i alguns altres no van voler complir aquesta missió i van enviar als sacerdots amb corones suplicants per rendir la ciutat a Filip, segons diuen Polibi i Titus Livi.